# Stop Me (Planet Funk)
Stop Me è una canzone registrata dal gruppo italiano Planet Funk, estratto come primo singolo discografico dall'album The Illogical Consequence del 2005. La parte cantata del brano è interpretata da John Graham, e il brano è stato scritto dallo stesso Graham, Marco Baroni e Alex Neri. I Planet Funk hanno presentato il brano durante la manifestazione estiva Festivalbar 2005.

## Il video
Il video musicale prodotto per Stop Me è stato diretto da Maki Gherzi, montato da Davide Mauti, con la produzione della FilmMaster Clip. Il video è stato trasmesso in anteprima nel maggio 2005, ed ha ricevuto una nomination nella categoria "miglior video di un gruppo", durante la manifestazione Premio Videoclip Italiano del 2005, Le riprese del video sono state girate in Cina. Il video rappresenta una specie di documentario, reportage sulla più grande discarica di apparecchiature elettroniche (E-waste) del mondo, sita a Guiyu in Cina, dove vengono mostrate delle riprese di persone che lavorano per lo smantellamento e riciclaggio di materiale tecnologico, in condizioni inadeguate. La storia che parte da un documentario giornalistico, si trasforma subito, in un inseguimento di un essere misterioso, un essere robotico capace di capire le emozioni umane e di capire la realtà allucinante del luogo in cui vive e di portare avanti una sua missione. Per la realizzazione di questo robot, gli artisti della Direct 2 Brain hanno realizzato al computer un modello dotato di comportamenti e sembianze apparentemente umane, da farlo apparire una macchina ibrida con ambizioni irraggiungibili. Da qui la scelta di creare un robot con la struttura anatomica antropomorfa, ma con un volto, pur non avendo nulla di riconducibile alla fisionomia umana, esprimesse comunque una sorta di disagio e di malinconia per la consapevolezza del proprio status di diverso. Il complesso lavoro di tracking delle sequenze girate in Cina ha permesso la codifica dei dati necessari al corretto inserimento e compositing degli oggetti 3D all'interno delle scene, simulando le interazioni del robot con l'ambiente circostante.

## Formazione
John Graham - voce, tastiere
Marco Baroni - tastiere, sintetizzatori
Alex Neri - sintetizzatori, campionatore
Domenico "GG" Canu - chitarra
Sergio Della Monica - basso
Leonardo Martera - batteria

## Curiosità
Il ritornello della canzone fu utilizzato nel 2005 per pubblicizzare uno spot della Coca Cola.

## Tracce
Remix
1. Stop Me (Serge Santiago House Mix) - 8:49
2. Stop Me (Anthony Pappa Re-Edit) - 7:07

## Classifiche
| Classifica (2005) | Posizione più alta |
| ----------------- | ------------------ |
| Italia            | 16                 |